# Kunée

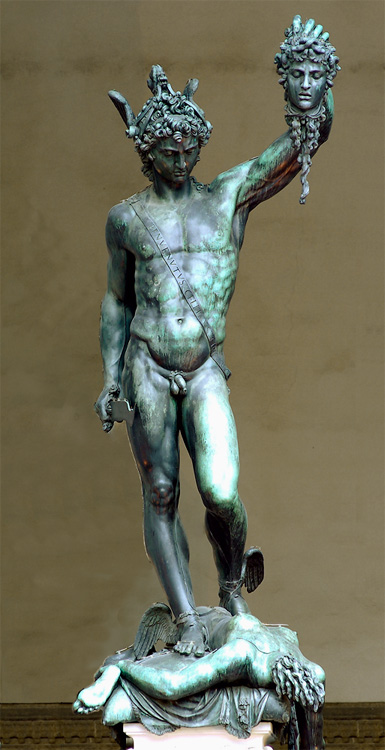
Il Perseo del Cellini, raffigurato con indosso la kunée.

La kunée (ἡ Ἄϊδος κυνέη o κυνῆ), conosciuta anche come Elmo di Ade o Elmo dell'oscurità, è un copricapo magico presente nella mitologia greca in grado di rendere invisibile chiunque lo indossi. Secondo il mito, l'elmo venne fabbricato dai ciclopi con pelle di cane (kúon) e dato in dono ad Ade, assieme al tridente per Poseidone e alla folgore per Zeus, in occasione della guerra contro i Titani. Con l'aiuto dell'elmo Ade si introdusse nottetempo nell'accampamento nemico e distrusse le armi dei Titani, gesto che assicurò a Zeus e ai suoi fratelli la vittoria. Nella mitologia il kunée, oltre che dallo stesso Ade, venne utilizzato anche dalla dea Atena nell'Iliade, da Ermes nella Biblioteca e da Perseo che sfruttò il potere del copricapo per sconfiggere Medusa.